# Kriegsmarine
Kriegsmarine war die offizielle Bezeichnung der Seestreitkräfte der deutschen Wehrmacht, nachdem die Reichsmarine des Deutschen Reiches am 1. Juni 1935 entsprechend umbenannt worden war. Die Bezeichnung war im Sprachgebrauch bereits üblich gewesen und diente als Abgrenzung zur Handelsmarine. Gleichzeitig wurde aus der bisherigen Marineleitung das Oberkommando der Marine.

## Geschichte

### Vorkriegszeit

Die Standorte der wichtigsten Marinehäfen vor dem Ende des Ersten Weltkriegs

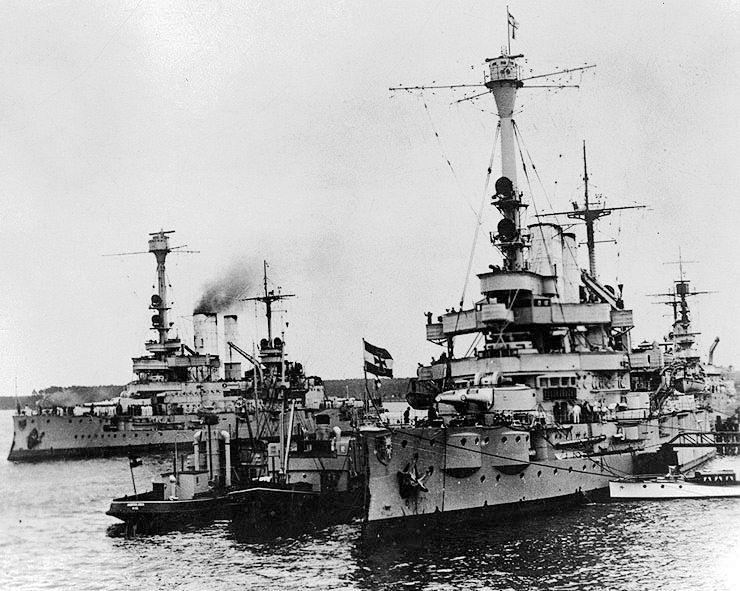
Die noch aus der Kaiserlichen Marine stammenden Linienschiffe Schlesien (links), Schleswig-Holstein (rechts vorn) und Hessen (rechts hinten), um 1930

Deutschland durfte nach dem Ersten Weltkrieg gemäß den Bestimmungen des Versailler Vertrages nur eine kleine Flotte unterhalten, die gerade für den Küstenschutz ausreichte. Sie erhielt den Namen Reichsmarine. Am 15. November 1932 nahm die Reichsregierung einen Flottenaufbauplan an, der auch Flugzeuge, einen Flugzeugträger und U-Boote vorsah, also Waffensysteme, die laut Versailler Vertrag für die deutschen Streitkräfte verboten waren. Nach der Machtergreifung der NSDAP im Januar 1933 änderte sich am Marinerüstungsprogramm zunächst wenig, da Hitler Großbritannien nicht mit einer Flottenrüstung provozieren wollte. Mit dem Flottenabkommen vom 18. Juni 1935 erlaubte die Siegermacht des Ersten Weltkrieges, im Gegensatz zu den Bestimmungen des Versailler Vertrages, den Aufbau einer deutschen Flotte von 35 Prozent in jeder Schiffsklasse der britischen Überwassertonnage und 45 Prozent der Tonnage bei den U-Booten. Sah sich die Kriegsmarine in ihrem eigenen Verständnis zuständig für die Kontrolle der Ostsee und für einen Seekrieg gegen Frankreich, so verlangte Hitler 1938 eine Flottenstärke, die auch einen Seekrieg gegen Großbritannien bestehen konnte. So entstanden die Pläne X, Y und Z, wovon Hitler am 27. Januar 1939 den Plan Z genehmigte. Dafür sollten bis 1947, von Hitler auf 1945 vorverlegt, eine große Zahl neuer Kriegsschiffe aller Klassen gebaut werden.
1935 wurde die Reichsmarine in Kriegsmarine umbenannt und als neue Kriegsflagge der Wehrmacht, und damit auch zur See, die Hakenkreuzflagge mit dem Eisernen Kreuz im linken Obereck sowie einem schwarzen, weiß unterlegten Deutschordenskreuz eingeführt.
Erstmals kam die Kriegsmarine im Spanischen Bürgerkrieg zum Einsatz. Sie beteiligte sich zusammen mit Seestreitkräften Großbritanniens, Italiens und Frankreichs an der internationalen Seeblockade zur Durchsetzung eines Waffenembargos gegen Spanien, wobei ihr ein Küstenbereich im Mittelmeer etwa zwischen Almería und Valencia zugewiesen war. Faktisch diente dieser Einsatz der Unterstützung der putschenden spanischen Nationalisten unter Franco. Am 29. Mai 1937 wurde das Panzerschiff Deutschland vor Ibiza bombardiert und beschädigt.

### Vergrößerung des Offizierskorps
Im Zuge der Aufrüstung der Wehrmacht wuchs das Offizierskorps der Kriegsmarine.
| Seeoffiziere            | 1. November 1935 | 1. November 1936 | 1. November 1937 | 1. November 1938 |
| ----------------------- | ---------------- | ---------------- | ---------------- | ---------------- |
| Großadmirale            | ./.              | ./.              | ./.              | ./.              |
| Generaladmirale         | ./.              | 1                | 1                | 1                |
| Admirale                | 1                | 3                | 4                | 6                |
| Vizeadmirale            | 5                | 4                | 8                | 10               |
| Konteradmirale          | 16               | 17               | 17               | 20               |
| Kapitäne zur See        | 48               | 57               | 71               | 82               |
| Fregattenkapitäne       | 30               | 42               | 65               | 70               |
| Korvettenkapitäne       | 142              | 159              | 159              | 150              |
| Kapitänleutnante        | 237              | 281              | 260              | 258              |
| Oberleutnante zur See   | 171              | 101              | 203              | 294              |
| Leutnante zur See       | 99               | 254              | 298              | 762              |
| Summe                   | 749              | 919              | 1.086            | 1.653            |
|                         |                  |                  |                  |                  |
| Übrige Offiziere        | 1. November 1935 | 1. November 1936 | 1. November 1937 | 1. November 1938 |
| Ergänzungsoffiziere     | 334              | 414              | 560              | 625              |
| Ingenieuroffiziere      | 282              | 372              | 522              | 648              |
| Marinesanitätsoffiziere | 145              | 188              | 220              | 227              |
| Waffenoffiziere         | 118              | 166              | 201              | 264              |
| Verwaltungsoffiziere    | 117              | 189              | 215              | 261              |
| Summe                   | 996              | 1.329            | 1.718            | 2.025            |
| Insgesamt               | 1.745            | 2.248            | 2.804            | 3.678            |

### Zweiter Weltkrieg

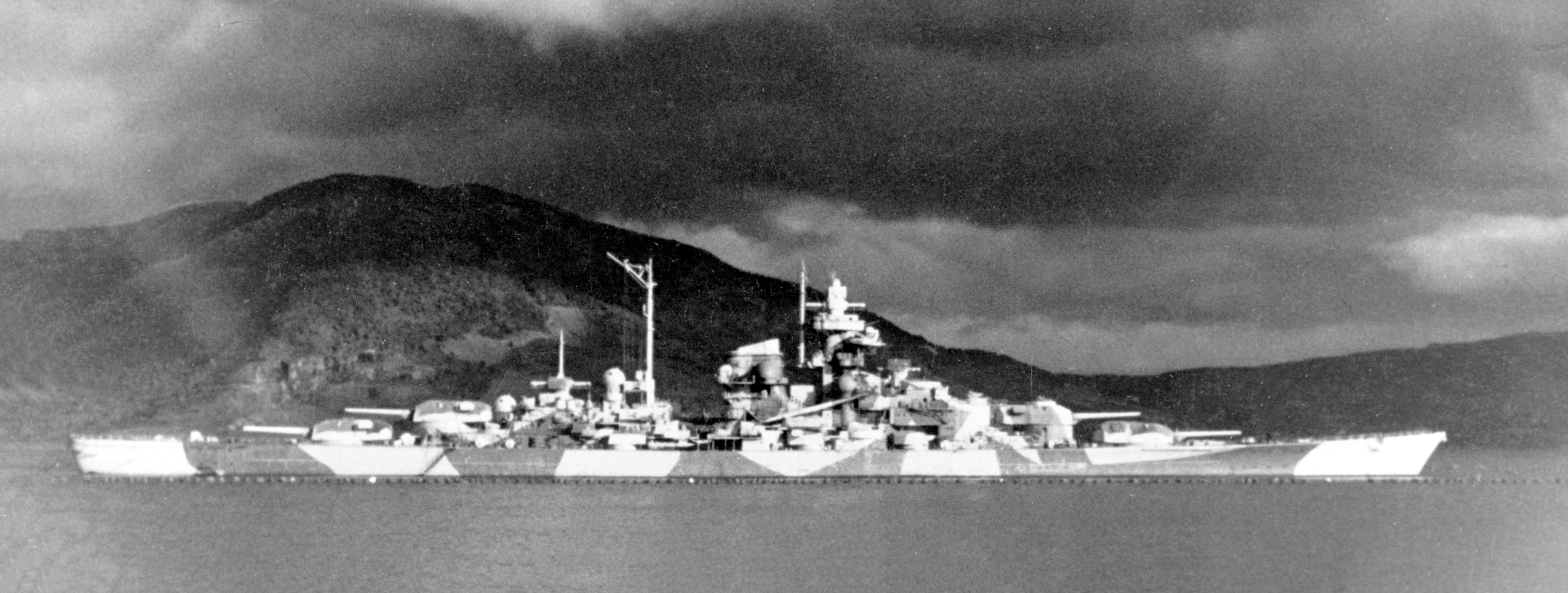
Schlachtschiff Tirpitz in der Bogenbucht des norwegischen Ofotfjords (1944)

Zwar wuchs die Personalstärke bis Kriegsbeginn 1939 von 15.000 auf über 78.000 Mann an, jedoch war von den umfangreichen materiellen Plänen bei Kriegsbeginn noch zu wenig umgesetzt, als dass die Kriegsmarine für den Zweiten Weltkrieg vorbereitet gewesen wäre. Ihr Oberbefehlshaber, Großadmiral Erich Raeder, notierte am 3. September 1939 im Kriegstagebuch der Seekriegsleitung:

„Die Überwasserstreitkräfte sind aber noch so gering an Zahl und Stärke gegenüber der englischen Flotte, daß sie – vollen Einsatz vorausgesetzt – nur zeigen können, daß sie mit Anstand zu sterben verstehen und damit die Grundlage für einen späteren Wiederaufbau zu schaffen gewillt sind.“

Die Kriegsmarine war dennoch von Beginn an am Krieg beteiligt. Das Linienschiff Schleswig-Holstein eröffnete am 1. September 1939 um 04:45 Uhr in Danzig das Feuer auf die Westerplatte. Damit begann der Angriffskrieg gegen Polen als Auftakt des Zweiten Weltkrieges. Schon lange vor dem Angriffstermin waren U-Boote, die Panzerschiffe Admiral Graf Spee und Deutschland und Trossschiffe ausgelaufen und hatten Wartepositionen auf See eingenommen.
Vom Beginn des Krieges an begann die Marine einen Handelskrieg im Atlantik (siehe Atlantikschlacht), dessen Ziel es war, die britische Handelsschifffahrt zum Erliegen zu bringen. Trotz der Beschränkungen durch die Prisenordnung führte dies bald zu Versorgungsengpässen in Großbritannien. Die Panzerschiffe der Deutschland-Klasse, U-Boote sowie Hilfskreuzer konnten schnelle Erfolge erzielen. Allerdings ging die Admiral Graf Spee bereits im Dezember 1939 im Río de la Plata verloren. Vor allem im ersten Kriegsjahr wurde noch nach der Prisenordnung gekämpft, spätestens nach dem Eintritt der Vereinigten Staaten in den Zweiten Weltkrieg im Dezember 1941 fielen aber alle Beschränkungen im Seekrieg weg.
Die Marine war maßgeblich am Unternehmen Weserübung, der Besetzung Dänemarks und Norwegens im April 1940, beteiligt. Während der Besetzung Norwegens verlor die Kriegsmarine neben dem Schweren Kreuzer Blücher, den beiden Leichten Kreuzern Königsberg und Karlsruhe und dem Artillerieschulschiff Brummer neun U-Boote. Zehn Zerstörer gingen in der Schlacht um Narvik verloren. Wegen dieser hohen Verluste musste die Marine trotz der erfolgreichen Besetzung Norwegens diese Operation als strategische Niederlage hinnehmen.
Im Juli 1940 gab Hitler den Befehl zur Planung des Unternehmens Seelöwe, der Landung in England, der Raeder aufgrund der Schwäche der Kriegsmarine im Vergleich zur Royal Navy von Anfang an ablehnend gegenüberstand. Der Oberbefehlshaber der Marine hatte bereits in der Planungsphase des Unternehmens eine vollkommene Luftherrschaft über den Landungsgebieten eingefordert, da die Kriegsmarine allein nicht in der Lage gewesen wäre, die britische Flotte von den vorgesehenen Landungszonen fernzuhalten. Das Scheitern der Luftwaffe in der Luftschlacht um England bewog Hitler wohl, den Befehl zur Ausführung der detailliert geplanten Landung in England nicht zu geben.
Auf Grund der deutlichen zahlenmäßigen Unterlegenheit, vor allem bei den größeren Kampfschiffen, die durch frühe Verluste noch verstärkt wurde (Admiral Graf Spee (1939), Blücher (1940), Bismarck (1941)), verlegte sich die Kriegsmarine mehr und mehr auf den Krieg mit U-Booten, maßgeblich forciert durch deren Befehlshaber, Admiral Karl Dönitz. Daneben machte die Küstenkriegführung mit kleinen Fahrzeugen wie Minensuchbooten und Schnellbooten einen Großteil der deutschen Marineaktivitäten im Zweiten Weltkrieg aus.

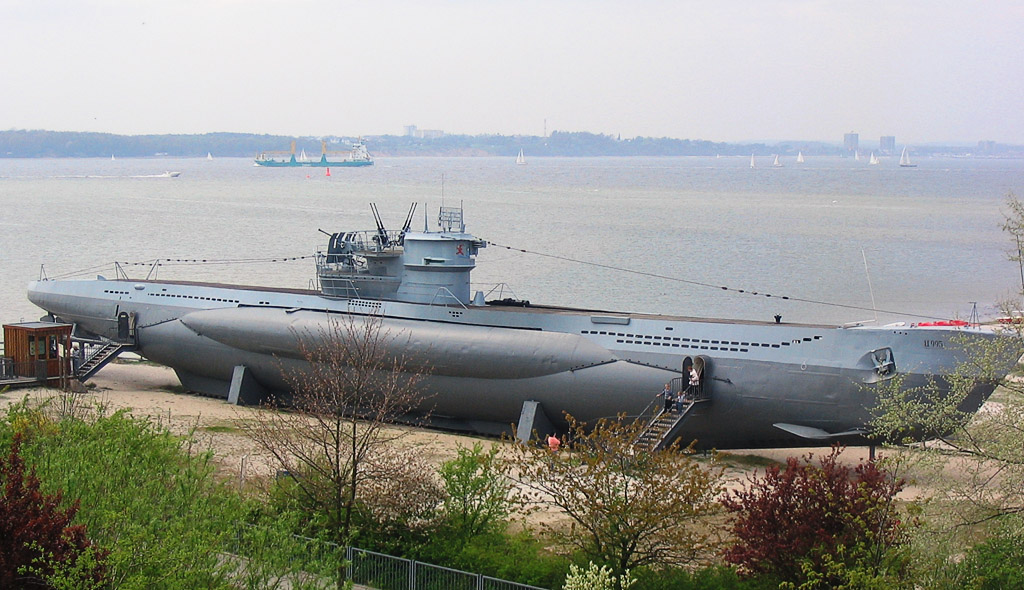
U 995 ist ein Boot des meistgebauten Typs VIIC

Trotz anfänglicher Erfolge im Nordatlantik, die Großbritannien zeitweise in eine Versorgungskrise brachten, gelang es nicht, den Gegner mit U-Booten in die Knie zu zwingen. Nur von Februar bis Dezember 1942 operierte die Kriegsmarine unter einer nicht entzifferten Verschlüsselung; in der übrigen Zeit entzifferten die Alliierten die deutschen Funktelegramme.
Wie im Ersten Weltkrieg hatten die Alliierten die Seeherrschaft. Sie schnitten Deutschland vom Seehandel und von der überseeischen Versorgung ab. Großadmiral Erich Raeder trat Anfang Januar 1943, nach dem Scheitern der Schlacht in der Barentssee und einem darauffolgenden Wutanfall Hitlers, in dem dieser Raeder und die gesamte Marine beleidigte, von seinem Posten als Oberbefehlshaber zurück. Hitler versuchte ihn zum Bleiben zu bewegen, aber diesmal hatte er keinen Erfolg. Der Befehlshaber der U-Boote Admiral Dönitz wurde am 30. Januar 1943 zu seinem Nachfolger berufen. Raeder selbst wurde zum Admiralinspekteur der Kriegsmarine ernannt, ein Posten ohne Befehlsgewalt und ohne Befugnisse.
In den Jahren 1943 bis 1945 verfolgte Dönitz weiterhin seine Strategie des U-Boot-Krieges; fast alle Überwasseroperationen wurden eingestellt. Ein großangelegtes U-Boot-Bauprogramm wurde gestartet. Durch die überlegene Technik der Alliierten, insbesondere durch ASDIC und später Radar, konnten die deutschen U-Boote aber nicht mehr an alte Erfolge anknüpfen. Allein im Jahr 1943 gingen 237 U-Boote verloren, wobei die versenkte Tonnage von 8 Millionen BRT im Jahr 1942 auf 3,5 Millionen Tonnen im Folgejahr zurückging. Diese Entwicklung setzte sich bis zum Kriegsende fort: 1944 und 1945 wurden nur noch 1,5 Millionen BRT versenkt. Demgegenüber standen 241 verlorene U-Boote im Jahre 1944 und weitere 153 U-Boote von Januar bis Mai 1945. Gleichzeitig konnten die Alliierten durch das Liberty-Frachter-Bauprogramm sogar ihre Frachtkapazität erhöhen. Trotz der hohen Verluste wurde der U-Boot-Krieg bis zum Kriegsende fortgesetzt. Dönitz hoffte, dadurch zumindest Material und Personal der Alliierten zu binden und somit das Heer zu entlasten. 1944 begann der Aufbau einer Flotte moderner U-Boote der Typen XXI und XXIII, die den Krieg im Atlantik hätten wenden sollen. Die ersten dieser Boote kamen kurz vor dem Kriegsende zum Einsatz. Die Durchführung der Operation Regenbogen wurde von Dönitz zwar verboten, trotzdem versenkten viele Besatzungen ihre U-Boote selbst.

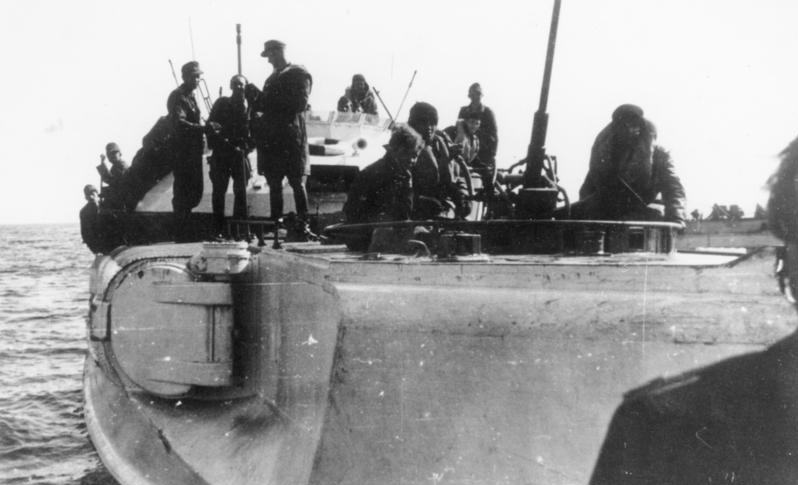
Ein Schnellboot holt Truppen aus Libau ab

Von Anfang 1945 bis zum Teil über das Kriegsende im Mai 1945 hinaus beteiligten sich Schiffe von Kriegs- und Handelsmarine maßgeblich an der Rückführung deutscher Wehrmachtsangehöriger und ziviler Flüchtlinge über die Ostsee. Trotz einer hohen Zahl umgekommener Menschen (u. a. bei der Versenkung der Wilhelm Gustloff, der Cap Arcona, der Goya und der Steuben) gelang es, mehr als zwei Millionen Menschen aus den von der Eroberung durch die Rote Armee bedrohten Küstengebieten der südlichen Ostsee zu retten – die größte Evakuierung in der Geschichte der Menschheit. Etwa ein Prozent der transportierten Personen starb bei den Transporten. Gleichwohl sind die einzelnen Schiffsverluste als traumatische Ereignisse in die jüngere deutsche Geschichte eingegangen.

### Nach dem Kriegsende

Signalflagge „C“ als Doppelstander, Ersatz der Nationalflagge

Der Signalwimpel „8“ als Erkennungszeichen

Nach dem Kriegsende wurden Teile der Kriegsmarine unter alliierter Kontrolle weiterhin eingesetzt, um die Seeminen an den deutschen Küsten räumen zu lassen. Dieser Deutsche Minenräumdienst bestand bis Ende 1947 und hatte mit bis zu 300 Fahrzeugen mit 27.000 Mann zeitweise einen größeren Umfang als die Reichsmarine vor 1935. Neben sowjetischen Protesten war es vor allem der Zusammenhalt und Korpsgeist dieser ehemaligen Kriegsmarineteile, welche die Alliierten 1947 zur Auflösung dieser Organisation veranlassten, die jedoch auch weiterhin für verschiedene Aufgaben Minensuchverbände und Dienstgruppen mit Personal und Material der Kriegsmarine unterhielten.
Die Hakenkreuzflagge durfte vom Zeitpunkt der Kapitulation an nicht mehr geführt werden. Die Alliierten wiesen an, stattdessen eine als Doppelstander abgewandelte internationale Signalflagge „C“ zu setzen, die von deutschen Schiffen bis 1951 geführt wurde. Am 16. Mai 1945 ordnete die letzte Reichsregierung im Sonderbereich Mürwik an, dass die im britischen Auftrag im Minenräumdienst eingesetzten deutschen Kriegsschiffe an der Gaffel den nationalen Signalwimpel „8“ zu führen haben.
Die Marinekriegsgerichte blieben bis zum 22. Juni 1945 weiterhin aktiv, auch in den von deutschen Marinestreitkräften noch besetzten Gebieten in den Niederlanden, Dänemark und Norwegen. Gemäß alliiertem Militärgesetz Nr. 153 vom 4. Mai 1945 waren deutsche Todesurteile vor der Vollstreckung alliierten Instanzen zur Prüfung vorzulegen; die Verfügung wurde aber wegen angeblicher Unkenntnis mehrfach missachtet. Dies betraf nicht nur Urteile kurz vor oder nach der Kapitulation, sondern auch Altfälle z. B. von Deserteuren, die nach der Kapitulation als Kriegsgefangene in alliierten Gewahrsam geraten und von dort an deutsche Kriegsgerichte überstellt worden waren.
Über die Aufteilung der den Alliierten beim Kriegsende in die Hände gefallenen Kriegs- und Handelsschiffe entschied die Potsdamer Konferenz bei ihrer dritten Sitzung am 19. Juli 1945. Man einigte sich über die Aufteilung der Handelsschiffe und darauf, den Großteil der U-Boote mit Ausnahme weniger Erprobungsexemplare zu versenken. Für die übrigen Kriegs- und Hilfsschiffe wurde nach längerer Debatte eine Kommission aus Flaggoffizieren der an der Konferenz beteiligten Siegermächte gebildet. Sie bildete drei als gleichwertig eingeschätzte Gruppen mit jeweils einer Anzahl verwendungsfähiger und reparaturbedürftiger Schiffen. Anschließend wurden die Gruppen den drei Siegermächten durch Losentscheid zugeteilt. Dabei wurden etwa 500 Kriegsschiffe, 30 U-Boote und 1329 Hilfsschiffe verlost.

### Verluste
Die Kriegsmarine verlor vom 1. September 1939 bis zum 31. Januar 1945 insgesamt 48.904 Soldaten (davon 2.475 Offiziere) als Gefallene, 25.259 (554) Soldaten als Verwundete und 100.256 (2.174) Soldaten als Vermisste.
An Schiffen und Booten gingen verloren: 4 Schlachtschiffe, 5 Schwere Kreuzer, 4 Leichte Kreuzer, 2 alte Linienschiffe, 27 Zerstörer, 68 Torpedoboote, 27 Geleitboote, 106 Minensuchboote, 185 Räumboote, 152 Schnellboote, 968 U-Boote, 525 Marinefährprähme, 9 Hilfskreuzer, 35 Minenschiffe, 66 Sperrbrecher, 3 Minenräumschiffe, 132 Hilfsminensuchboote, 137 U-Bootjäger, 189 Vorpostenboote, 278 Küsten- und Hafenschutzboote, 86 Sicherungsboote, 21 Hilfsgeleitboote und ca. 200 sonstige Schiffe und Boote.

### Schiffsnamen
Die Schiffe der Kriegsmarine trugen – wie bereits die Einheiten der Reichsmarine – keine Schiffsnamenpräfixe, wie es noch in der Kaiserlichen Marine üblich gewesen war (SMS).

## Organisation
Das Oberkommando der Marine war ab 1934 im Shell-Haus am Tirpitzufer (heute Reichpietschufer) in Berlin untergebracht. Beim Kriegsbeginn wurde in Lobetal bei Berlin für die Seekriegsleitung ein verbunkertes Hauptquartier mit dem Decknamen Lager Koralle auf einem Areal eingerichtet, das ursprünglich zu den Hoffnungstaler Anstalten Lobetal gehört hatte.
Oberbefehlshaber :
- Erich Raeder, 1928 bis 30. Januar 1943
- Karl Dönitz, 30. Januar 1943 bis 30. April 1945
- Hans-Georg von Friedeburg, 1.–23. Mai 1945
- Walter Warzecha, 23. Mai bis 22. Juli 1945, von den Alliierten mit der Wahrnehmung der Geschäfte beauftragt

## Dienstgrade und Rangabzeichen

### Offiziere
|  | Admirale    | Admirale       | Admirale | Admirale    | Admirale      | Offiziere | Offiziere       | Offiziere        | Offiziere        | Offiziere       | Offiziere            | Offiziere        |
|  | ----------- | -------------- | -------- | ----------- | ------------- | --------- | --------------- | ---------------- | ---------------- | --------------- | -------------------- | ---------------- |
|  |             |                |          |             |               |           |                 |                  |                  |                 |                      |                  |
|  |             |                |          |             |               |           |                 |                  |                  |                 |                      |                  |
|  |             |                |          |             |               |           |                 |                  |                  |                 |                      |                  |
|  | Großadmiral | Generaladmiral | Admiral  | Vizeadmiral | Konteradmiral | Kommodore | Kapitän zur See | Fregattenkapitän | Korvettenkapitän | Kapitänleutnant | Oberleutnant zur See | Leutnant zur See |

Offizieranwärter (OA)
| Offizieranwärter     | Offizieranwärter |
| -------------------- | ---------------- |
|                      |                  |
|                      |                  |
| Oberfähnrich zur See | Fähnrich zur See |

### Unteroffiziere mit Portepée (Bootsleute)
|  | Bootsleute         | Bootsleute    | Bootsleute     | Bootsleute |
|  | ------------------ | ------------- | -------------- | ---------- |
|  |                    |               |                |            |
|  |                    |               |                |            |
|  | Stabsoberbootsmann | Oberbootsmann | Stabsbootsmann | Bootsmann  |

### Unteroffiziere ohne Portepée (Maate)
| Bezeichnung                                    | Maate (OR-5)        | Maate (OR-5)       | Maate (OR-5)    | Maate (OR-5)   |
| ---------------------------------------------- | ------------------- | ------------------ | --------------- | -------------- |
|                                                |                     |                    |                 |                |
| Kragenspiegel (Dienstgradabzeichen)            |                     |                    |                 |                |
| Ärmeltresse (Laufbahnabzeichen linker Oberarm) |                     |                    |                 |                |
| Dienstgrad                                     | Obermaat            | Obermaat           | Maat            | Maat           |
| Laufbahn                                       | Obersteuermannsmaat | Oberbootsmannsmaat | Steuermannsmaat | Bootsmannsmaat |

### Mannschaften
|  | Matrosen                   | Matrosen               | Matrosen               | Matrosen              | Matrosen          | Matrosen |  |
|  | -------------------------- | ---------------------- | ---------------------- | --------------------- | ----------------- | -------- |  |
|  |                            |                        |                        |                       |                   |          |  |
|  |                            |                        |                        |                       |                   |          |  |
|  | Matrosenoberstabsgefreiter | Matrosenstabsgefreiter | Matrosenhauptgefreiter | Matrosenobergefreiter | Matrosengefreiter | Matrose  |  |

### Kommando- und Rangflaggen der Kriegsmarine

Oberbefehlshaber der Kriegsmarine, sofern er nicht Großadmiral war (1935–1939)
Oberbefehlshaber der Kriegsmarine als Großadmiral (1939–1945)
Admiralinspekteur der Kriegsmarine (30. Januar 1943 bis 1945)
Generaladmiral (1935 bis 1945)
Admiral (1935 bis 1945)
Vizeadmiral (1935 bis 1945)
Konteradmiral (1935 bis 1945)
Kommodorestander (1935 bis 1945)